# 44 хвилини: Стрілянина в Північному Голлівуді
«44 хвилини: Стрілянина в Північному Голлівуді» (англ. 44 Minutes: The North Hollywood Shoot-Out) — американський бойовик 2003 року.

## Сюжет
Фільм заснований на реальних подіях, які сталися в Північному Голлівуді в 1997 році. Головні герої — два злочинця, грабіжники банків. Після того, як друзі вийшли з в'язниці, їм потрібно було тільки отримати свої гроші, але все виявилося не так просто. Їм ніхто не захотів віддавати гроші і друзям довелося взятися за старе — знову грабувати банки. У повній армійській екіпіровці, озброєні АК-47, вони захопили банк і відкрили вогонь по більш, ніж 200 поліцейським і перехожим. Тільки лише хоробрість і самовідданість офіцерів поліції Лос-Анджелеса допомогла запобігти бійні.

## У ролях
| Актор               | Роль                         |
| ------------------- | ---------------------------- |
| Майкл Медсен        | Френк МакГрегор              |
| Рон Лівінгстон      | Донні Андерсон               |
| Рей Бейкер          | Гарріс                       |
| Дуглас Спейн        | Боббі Мартінес               |
| Ендрю Бринярскі     | Ларрі Юджин Філліпс молодший |
| Олег Тактаров       | Еміль Матасарену             |
| Клер Кері           | дружина Френка               |
| Алекс Менесес       | Ніколь                       |
| Дейл Дай            | лейтенант                    |
| Катріна Ло          | Кейт                         |
| Дж.Е. Фріман        | командир                     |
| Маріо Ван Піблз     | Генрі Джонс                  |
| Джуліан Дульсе Віда | Луїс Рівера                  |
| Алекс Медісон       | Марія                        |
| ДжоНелл Кеннеді     | Кеті                         |
| Крістофер Джейкобс  | Рік                          |
| Френсіс Капра       | Рамон                        |
| Джеррі Ламберт      | Ренді Віллс                  |
| Халі Макінтайр      | стажер                       |
| Дебі Гутьєррес      | Тереза                       |